# Новые Гординешты
Новые Гординешты, Гординештий Ной (рум. Gordineștii Noi) — село в Единецком районе Молдавии. Наряду с селом Александрены входит в состав города Единец.

## География
Село расположено на высоте 182 метров над уровнем моря.

## Население
По данным переписи населения 2004 года, в селе Новые Гординешты проживает 340 человек (166 мужчин, 174 женщины).
Этнический состав села:
| Национальность | Число жителей | Процентный состав |
| -------------- | ------------- | ----------------- |
| молдаване      | 331           | 97.35             |
| украинцы       | 5             | 1.47              |
| русские        | 2             | 0.59              |
| прочие         | 2             | 0.59              |
| Всего          | 340           | 100%              |